# 10668 Plansos
10668 Plansos è un asteroide della fascia principale. Scoperto nel 1976, presenta un'orbita caratterizzata da un semiasse maggiore pari a 2,6239083 UA e da un'eccentricità di 0,1722337, inclinata di 13,00545° rispetto all'eclittica.